# Сідней Сілва Сантос
Сілва Сантос Сіднней або просто Сіднней (порт.-браз. Sidnney Silva Santos, нар. 15 березня 2000, Баїя, Бразилія) — бразильський футболіст, захисник.

## Життєпис
Народився в штаті Баїя, вихованець однойменного клубу. Тренувався з першою командою, яка виступала в бразильській Серії A, проте виступав переважно за команду U-20 в молодіжному чемпіонаті Бразилії. До переїзду в Україну захищав кольори нижчолігової «Діадеми».
На початку лютого 2019 року підписав 4-річний контракт з «Рухом». Дебютував у футболці винниківського клубу 5 квітня 2019 року в нічийному (2:2) домашньому поєдинку 21-о туру Першої ліги проти франківського «Прикарпаття». Сідней вийшов на поле на 71-й хвилині, замінивши Даніїла Кондракова. Загалом протягом 2019 року провів за команду 14 матчів в усіх турнірах та відзначився двома забитими голами у виїзних протистояннях з «Черкащиною» та «Авангардом», а у березні 2020 року був відданий в оренду у вірменський «Арарат». Там футболіст зіграв лише один матч за резервну команду у другому дивізіоні. Повернувшись до Львова, у жовтні 2020 року отримав статус вільного агента.
Повернувся на батьківщину, де був у «Деспортіво Бразіл» (2021-2022), «Futebol Clube SKA Brasil» (2022), «Vera Cruz Futebol Clube» (2022-2023), «Clube Atlético Taquaritinga» (2023-2024). 
Відтак під час війни повернувся до України й підписав контракт з клубом, який щойно вийшов до УПЛ - «Лівий Берег». За цей клуб Сідней відіграв увесь сезон, провів 19 матчів в УПЛ (забив 4 голи), один матч в Кубку України й одна гра в перехідних матчах за право залишатися в УПЛ.